# Qumlaq
Qumlaq är en ort i Azerbajdzjan.   Den ligger i distriktet Cäbrayıl rayonu, i den södra delen av landet, 290 km sydväst om huvudstaden Baku. Qumlaq ligger 278 meter över havet och antalet invånare är 213.
Terrängen runt Qumlaq är kuperad åt sydost, men åt nordväst är den platt. Runt Qumlaq är det ganska glesbefolkat, med 42 invånare per kvadratkilometer.. Det finns inga andra samhällen i närheten.
Trakten runt Qumlaq består i huvudsak av gräsmarker.